# Fondhoo
Fondhoo  est une petite île inhabitée des Maldives. L'île semble désormais disparue. 

## Géographie
Fondhoo est située dans le centre des Maldives, à l'Ouest de l'atoll Kolhumadulu, dans la subdivision de Thaa. 